# Haplochromis occultidens
Haplochromis occultidens är en fiskart som beskrevs av Snoeks, 1988. Haplochromis occultidens ingår i släktet Haplochromis och familjen Cichlidae. IUCN kategoriserar arten globalt som livskraftig. Inga underarter finns listade i Catalogue of Life.